# داون رایت
داون جینین رایت (متولد ۱۵ آوریل ۱۹۶۱) یک جغرافی‌دان و اقیانوس‌نگار آمریکایی است. او یکی از صاحب‌نظران برجسته در زمینه کاربرد فناوری سامانه اطلاعات جغرافیایی (GIS) در علوم اقیانوسی و ساحلی است و نقش کلیدی در ایجاد اولین مدل داده GIS برای اقیانوس‌ها ایفا کرد.
رایت دانشمند ارشد مؤسسه تحقیقاتی سیستم‌های محیطی (Esri) است.
او همچنین از سال ۱۹۹۵ استاد جغرافیا و اقیانوس‌شناسی در دانشگاه ایالتی اورگان بوده و پیش‌تر به‌عنوان استاد برجسته سال اورگان توسط شورای پیشرفت و حمایت از آموزش و بنیاد کارنگی برای پیشرفت آموزش نام‌گذاری شده است.
رایت اولین زن سیاه‌پوست بود که با زیردریایی عمیق دی‌اس‌وی آلوین به کف اقیانوس رفت.
در ۱۲ ژوئیه ۲۰۲۲، او به‌عنوان اولین و تنها فرد سیاه‌پوست به چلنجر دیپ، عمیق‌ترین نقطه زمین، سفر کرد و توانست ساید اسکن سونار را در عمق کامل اقیانوس با موفقیت به کار گیرد.

## اوایل زندگی و تحصیلات
رایت در سال ۱۹۸۳ با مدرک کارشناسی علوم کوم لائوده در رشته زمین‌شناسی از کالج ویتون فارغ‌التحصیل شد، در سال ۱۹۸۶ مدرک کارشناسی ارشد علوم در اقیانوس‌شناسی از دانشگاه ای اند ام تگزاس دریافت کرد و در سال ۱۹۹۴ مدرک دکتری میان‌رشته‌ای فردی جغرافیای فیزیکی و زمین‌شناسی دریایی را از دانشگاه کالیفرنیا، سانتا باربارا به‌دست‌آورد.
در سال ۲۰۰۷، او جایزه برجسته‌ترین فارغ‌التحصیل از UCSB را دریافت کرد و همچنین سخنران مراسم فارغ‌التحصیلی دانشکده ادبیات و علوم UCSB بود.

## حرفه
علایق تحقیقاتی رایت شامل نقشه‌برداری از مناطق گسترش کف اقیانوس و صخره‌های مرجانی، تحلیل فضایی و سیستم‌های اطلاعات جغرافیایی (GIS) در کاربرد برای محیط دریایی است.
رایت یکی از ویراستاران نخستین کتاب‌های مربوط به سامانه اطلاعات جغرافیایی بود و به عنوان یکی از تأثیرگذارترین پژوهشگران در حوزه‌های تخصصی خود شناخته می‌شود.
یکی از آثار تأثیرگذار دیگر او، مقاله‌ای است که در سال ۱۹۹۷ منتشر شد، و به‌طور گسترده‌ای به دلیل تحلیل خود از درک GIS در میان جغرافی‌دانان در اوایل دهه ۱۹۹۰ مورد ارجاع قرار گرفته است.
رایت حرفه خود را به‌عنوان تکنسین دریایی در برنامه حفاری اقیانوس آغاز کرد و از سال ۱۹۸۶ تا ۱۹۸۹ در ده سفر دریایی دوماهه بر روی کشتی جوییدز رزولوشن، عمدتاً در اقیانوس‌های هند و آرام، شرکت داشت.
مهم‌ترین خدمات او شامل حضور در هیئت مطالعات اقیانوسی آکادمی ملی علوم، هیئت مشاوران علمی NOAA, هیئت مشاوران علمی EPA, شورای ملی انجمن جغرافی‌دانان آمریکایی و ریاست پژوهش و عضویت در هیئت کنسرسیوم دانشگاهی برای علوم اطلاعات جغرافیایی بوده است.
او به‌عنوان حامی سرسخت علوم، فناوری، مهندسی و ریاضیات (STEM) و همچنین ارتباطات علمی شناخته شده و در نشریاتی مانند (www.womenoceanographers.org), انجمن اقیانوس‌شناسی، مجله The Atlantic, برنامه Sea Grant NOAA, مجله ساینس، مجله طراحی هاروارد، مجله محیط زیست، ساحل و فراساحل (ECO), تاریخ‌سازان، و رسانه‌هایی نظیر بگذار علم صحبت کند و انسیا، اخبار نیچر، رادیو بی‌بی‌سی و پروژه‌های دانشجویی معرفی شده است.
رایت عضو چندین هیئت تحریریه است، از جمله گیگاساینس، قطب‌نمای جغرافیا، مجله حفاظت از ساحل، مرور عصر انسان‌شناسی، سالنامه انجمن جغرافی‌دانان آمریکا، مجله بین‌المللی علوم اطلاعات جغرافیایی، ژئودزی دریایی و تحولات در GIS.
در سال ۲۰۱۸، رایت در جشنواره فیلم ترایبکا در مجموعه فیلم‌های کوتاه «بگذار علم صحبت کند» حضور داشت.
رایت عضو منتخب آکادمی ملی علوم، آکادمی ملی مهندسی و آکادمی هنرها و علوم آمریکا است. او همچنین همکار انجمن پیشرفت علوم آمریکا و برنامه رهبری آلدو لئوپولد است.